# 傑米揚斯克區

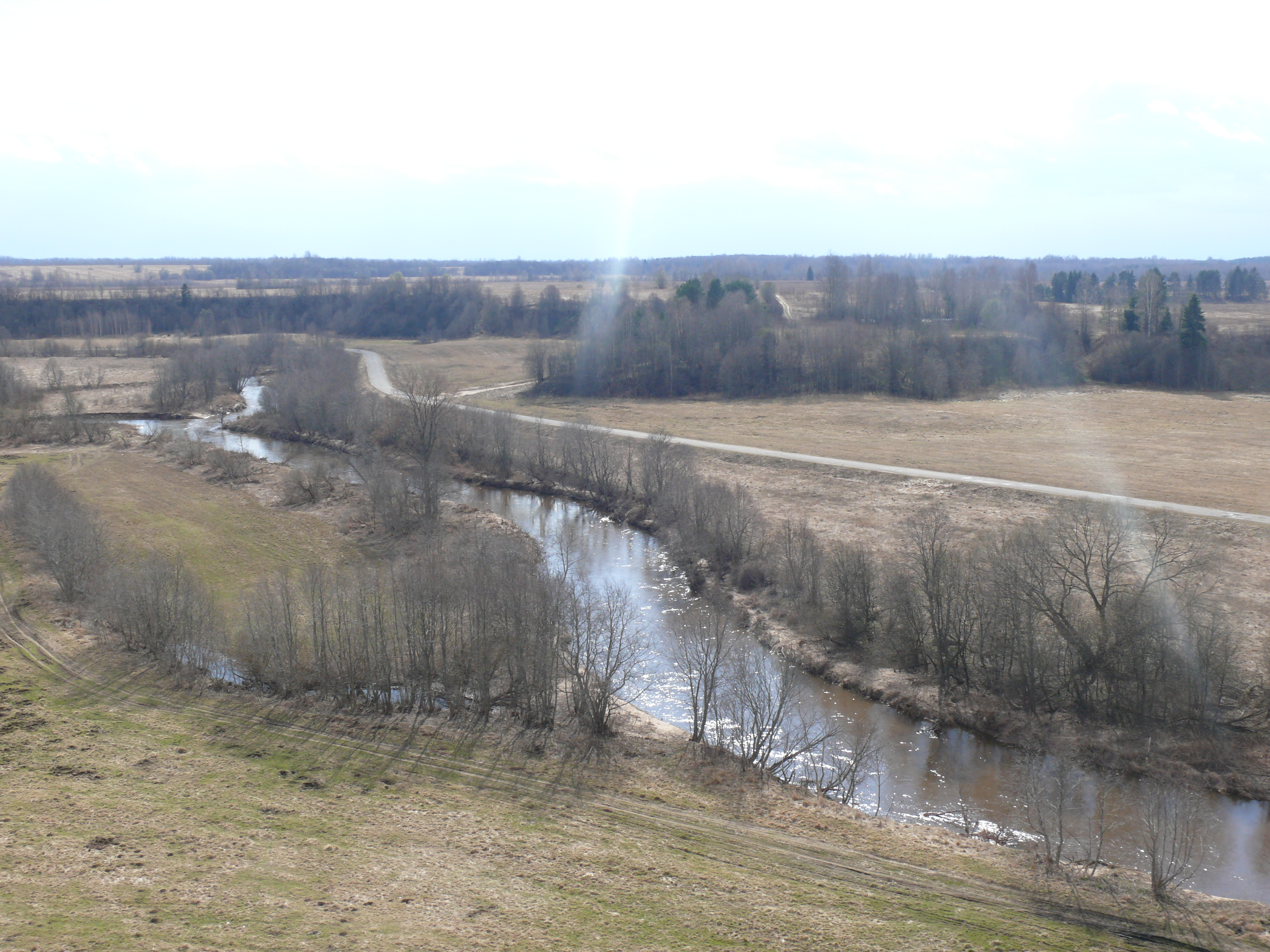

57°38′N 32°28′E / 57.633°N 32.467°E
傑米揚斯克區（俄语：Демянский район），是俄羅斯的一個區，位於該國西北部，由諾夫哥羅德州負責管轄，始建於1927年10月1日，面積3,200平方公里，2010年人口13,001，人口密度每平方公里4.06人。